# R. S. Lewis Funeral Home
A R.S. Lewis & Sons Funeral Home opera continuamente no centro de Memphis, Tennessee, desde 1914.
A casa realizou serviços para muitos afro-americanos proeminentes, incluindo Benjamin Hooks e Martin Luther King Jr.
A família Lewis era conhecida por sua liderança cívica.

## Liderança cívica
Robert Lewis Sr. abriu a funerária na esquina da Beale com a Fourth Street no centro de Memphis em 1914. Em 1922, Lewis comprou o Memphis Red Sox, um time de beisebol das Ligas Negras. Ele também financiou a construção do Martin Stadium (às vezes chamado de "Lewis Park") em Memphis. Na época, os hotéis da cidade eram segregados racialmente, e os membros do time adversário eram hospedados na funerária.
Os filhos de Lewis, Clarence Lewis e Robert Lewis Jr., assumiram os negócios da família. Robert Lewis Jr. tornou-se um líder empresarial em Memphis e foi notado por seus esforços no estabelecimento do Parque Estadual T. O. Fuller. Outras realizações notáveis incluem a defesa da contratação dos primeiros bombeiros afro-americanos em Memphis em 1955, sendo o primeiro afro-americano nomeado para a Comissão de Bebidas Alcoólicas da cidade e estabelecendo o primeiro Jubileu dos Fabricantes de Algodão.

## Martin Luther King Jr.
Martin Luther King Jr. foi assassinado em Memphis na noite de 4 de abril de 1968. Durante a visita de King a Memphis, a funerária Lewis forneceu a ele uma limusine com motorista. O motorista, Solomon Jones, um funcionário da funerária Lewis, foi uma das últimas pessoas a falar com King antes de ser baleado, e também tentou perseguir o atirador, sem sucesso.
Após o tiroteio, King foi levado de ambulância para o pronto-socorro do St. Joseph's Hospital, onde foi declarado morto às 19h05. Em uma hora, seu corpo foi levado para o consultório do legista-chefe do John Gaston Hospital, onde o Dr. Jerry Francisco realizou uma autópsia.
Os assessores mais próximos de King contataram Robert Lewis Jr. para recuperar o corpo e prepará-lo para o velório. A autópsia foi concluída por volta das 23h00, e às 23h15 o corpo de King chegou à R.S. Lewis & Sons Funeral Home. A bala dos assassinos, bem como a autópsia subsequente, causaram danos significativos ao pescoço e ao rosto de King, e tanto Robert Lewis Jr. quanto Clarence Lewis trabalharam a noite toda embalsamando, limpando e preparando o corpo de King, enquanto ouviam gravações crepitantes dos discursos de King. Ralph Abernathy comentou que "o corpo parecia imaculado. Os agentes funerários fizeram bem seu trabalho."
O velório principal de King foi realizado em 5 de abril na capela da casa, que se encheu de milhares de enlutados desejando ver o corpo. O caixão de King foi então levado de avião para Atlanta para mais dois serviços funerários, que a R.S. Lewis & Sons Funeral Home codirigiu.

## Mudança de proprietário
Robert Lewis Jr. foi diretor da funerária até sua morte em 2011. A casa então operou sob a liderança de Andre Jones e Richard Flowers, até ser comprada em 2012 por Tyrone Burroughs.

## Placa histórica
No 100º aniversário da R. S. Lewis Funeral Home em 2014, uma placa histórica foi colocada lá pela Comissão Histórica do Condado de Shelby.